# Palacio Pereira
El Palacio Pereira es una antigua mansión de orden neoclásico ubicada en la comuna de Santiago, Chile, en calle San Martín esquina Huérfanos. Construido en la segunda mitad del siglo XIX, fue declarado Monumento Histórico en 1981, lo que no impidió que continuara deteriorándose y permaneciera abandonado durante décadas.

## Historia

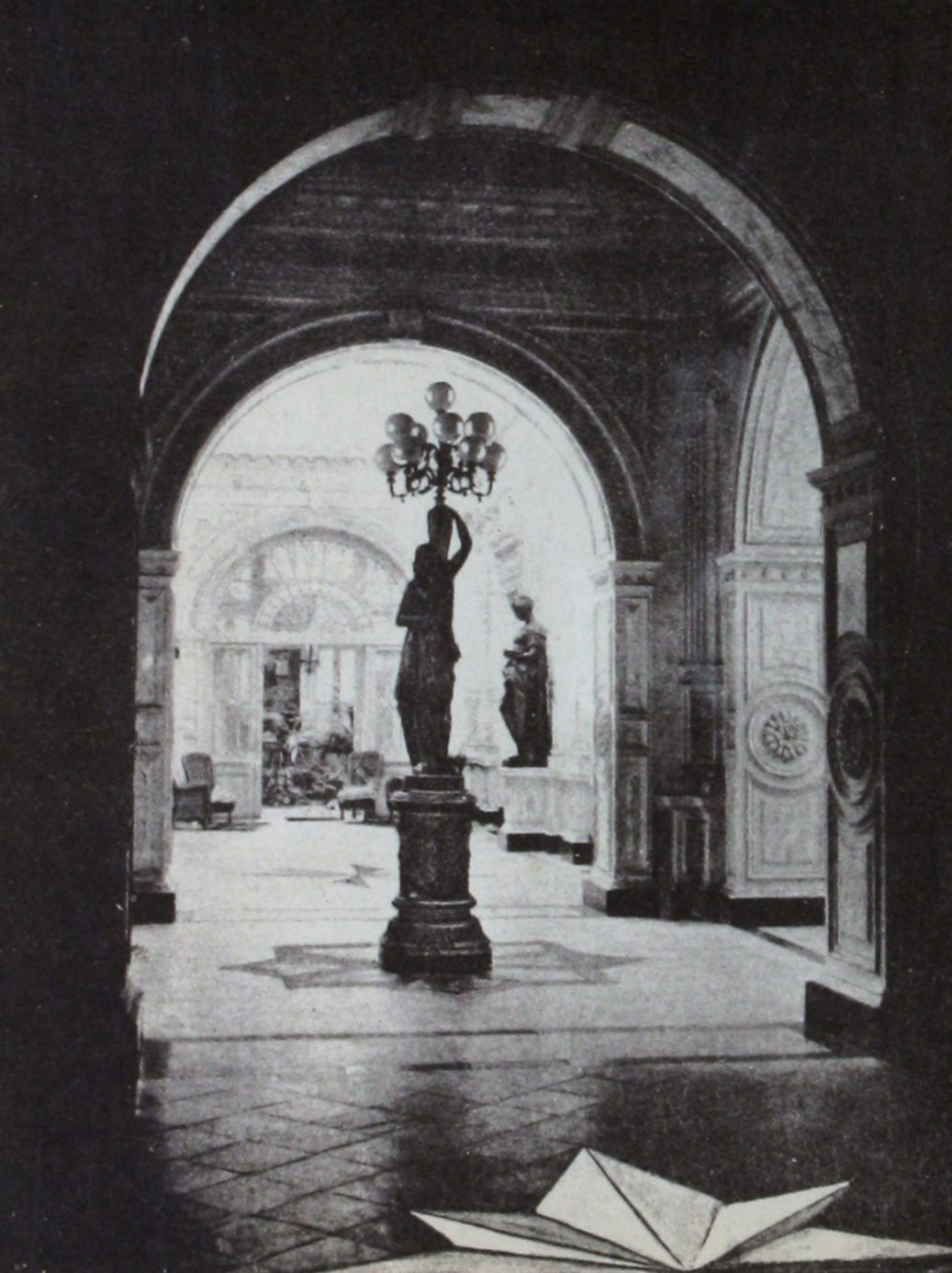
Gran hall, una de las galerías de la casa de la familia Pereira, hacia principios del.

Luis Pereira Cotapos, un acaudalado abogado, empresario vitivinícola y político chileno, quiso en vida disfrutar de una fastuosa construcción a la usanza arquitectónica del llamado Barrio Dieciocho, pero construido en los entonces deslindes urbanos ponientes de la ciudad de Santiago, en el final de la llamada Calle Riquelme. Compró unos terrenos de un solar perteneciente a la sucesión de Juana Varela en el año 1872, que eran por entonces chacras y viñas existentes desde 1793.
Fue en ese terreno que Luis Pereira ordenó su diseño y construcción en 1872 al arquitecto francés Lucien Hénault el cual gozaba de gran prestigio en Santiago de Chile desde que arribó en 1856, en compañía del ministro Manuel Blanco Encalada. El palacio Pereira fue la última obra del arquitecto francés avecindado en Chile antes de volver a su país natal.

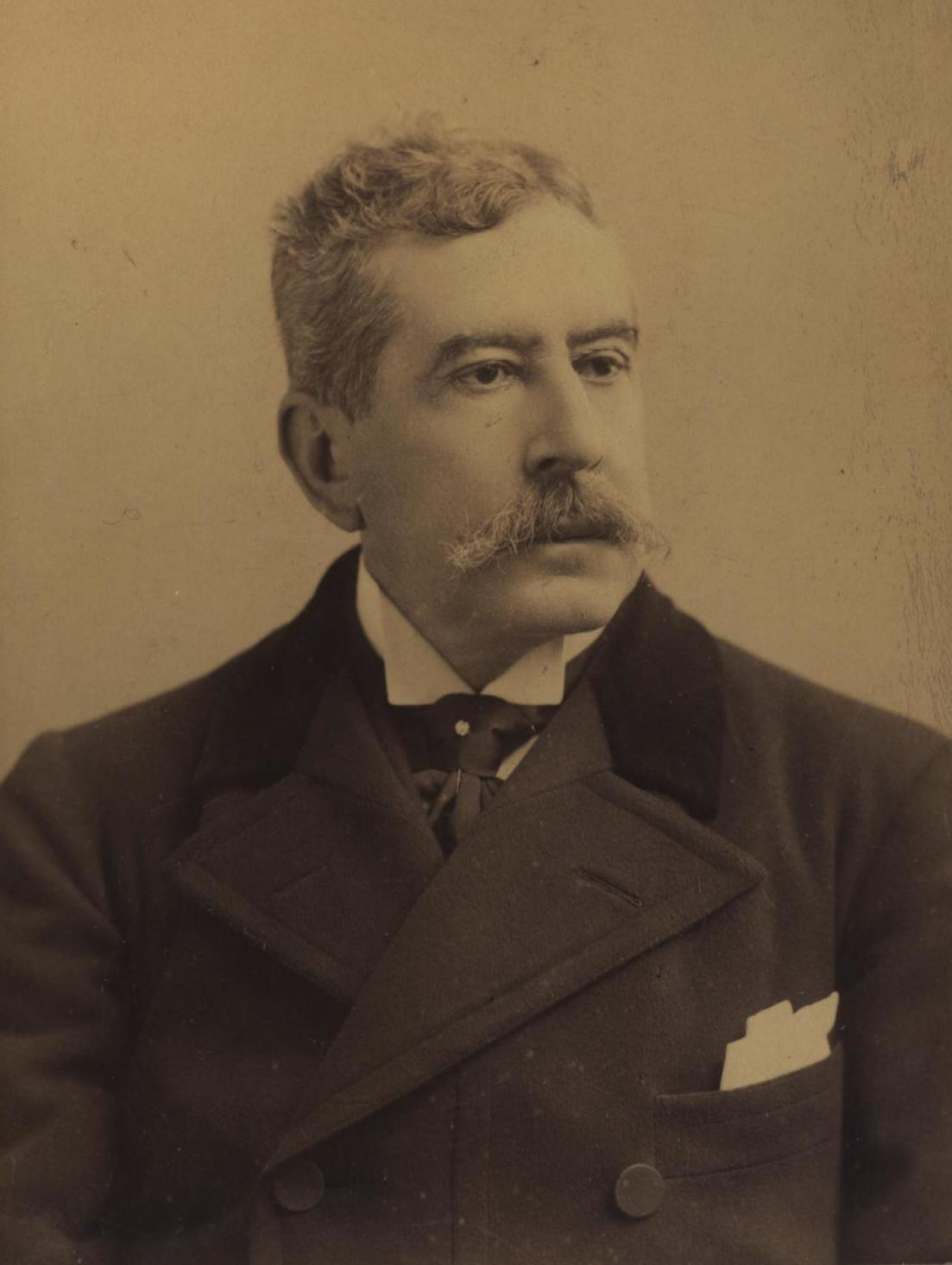
Luis Pereira Cotapos (1905).

Luis Pereira disfrutó de su mansión, tuvo varios hijos y en 1909, año en que falleció, su viuda, Carolina Iñiguez Vicuña, mantuvo el palacio hasta su muerte en 1932, viviendo en esta residencia al menos dos generaciones de los Pereira Iñiguez. En 1932 la propiedad fue vendida al Arzobispado de Santiago, siendo sede de la Caja de Ahorros de Empleados Públicos entre 1940 y 1950. Posteriormente el inmueble sería arrendado al Ministerio de Educación Pública, iniciándose su deterioro al instalarse el Liceo N.º 3 de Niñas entre 1950 y 1968. En 1957 el arquitecto José Hernández realizó los primeros levantamientos arquitectónicos del palacio.
En 1969 se instaló en el palacio el Centro Humanístico Científico Santiago Centro, también conocido como el Liceo 26. El terremoto del 7 de julio de 1971 dejó al inmueble con serios daños, por lo que fue desalojado y a partir de octubre de 1972 el Ministerio de Educación lo destinó para albergar organizaciones estudiantiles, como por ejemplo la Federación de Estudiantes Secundarios de Santiago (FESES), la Federación de Estudiantes Industriales y Técnicos de Santiago (FEITES) y la Federación de Izquierda de Estudiantes Particulares (FIEP), además del Frente de Estudiantes Revolucionarios (FER), brazo estudiantil del Movimiento de Izquierda Revolucionaria (MIR).
Posterior al golpe de Estado del 11 de septiembre de 1973, la Inmobiliaria San Luis adquirió el palacio Pereira, subarrendándolo en locales comerciales, que afectaron enormemente la casona. 
En 1974 fue declarado Monumento Nacional por el Consejo de Monumentos Nacionales, siendo derogada dicha norma al año siguiente, y restituyendo su condición de monumento en 1981, cuando ya su estado era deplorable.
En 1981 fue adquirido por la Inmobiliaria Maullín —de propiedad de Raúl del Río—, título de propiedad que se le quitó años más tarde por litigios legales. Su estado empeoró con el terremoto de 1985. 
Luego del retorno a la democracia, surgieron diversas ideas gubernamentales para ocupar los terrenos del Palacio Pereira. En 1995 y 1996 el Ministerio de Obras Públicas (MOP) realizó estudios para ubicar en la manzana la nueva sede del Ministerio de Relaciones Exteriores y de la Subsecretaría de Desarrollo Regional y Administrativo. También existió interés de la Dirección de Carabineros y de la Dirección Previsional por ocupar el inmueble, mientras que en 1998 la Dirección de Arquitectura del MOP desarrolló un programa genérico para preservar y reforzar la construcción.
Los dueños del palacio Pereira presentaron, a través de la oficina de arquitectos Alemparte Barreda y Asociados, diferentes proyectos en 1978, 1981, 1984 y 1994 para recuperar la construcción y desarrollar nuevas edificaciones en su interior, ninguno de los cuales se concretó. En 1996 se presentó un nuevo proyecto a cargo de la empresa de restauración de fachadas Berenguer, y en 1996 y 1999 se presentaron dos proyectos a cargo de la oficina Castelblanco Arquitectos Asociados.
En 2011, bajo el primer gobierno de Sebastián Piñera el Estado compró el inmueble con la intención de convertirlo en la sede de la Dirección de Bibliotecas, Archivos y Museos (DIBAM) y del Consejo de Monumentos Nacionales (CMN). Al año siguiente se convocó a un concurso público de anteproyectos de arquitectura para definir su restauración y la construcción de un edificio anexo. El proyecto ganador, de la oficina de Cecilia Puga, se dio a conocer en diciembre del año 2012, durante la XVII Bienal de Arquitectura. Para 2014 el diseño arquitectónico de Puga, Alberto Moletto y Paula Velasco estaba listo y las obras concluyeron en mayo de 2020.
El 11 de enero de 2021 el Palacio fue anunciado como sede de trabajo de la Convención Constitucional, encargada de redactar una propuesta de nueva carta magna para Chile. En los recintos de la obra nueva funcionaron 15 oficinas y 16 salas de reuniones para el trabajo de los convencionales. Desde julio de 2021 y hasta julio de 2022 el palacio albergó las oficinas y comisiones de servicios de la Convención Constitucional en conjunto con el palacio del ex Congreso Nacional de Chile.

## Arquitectura

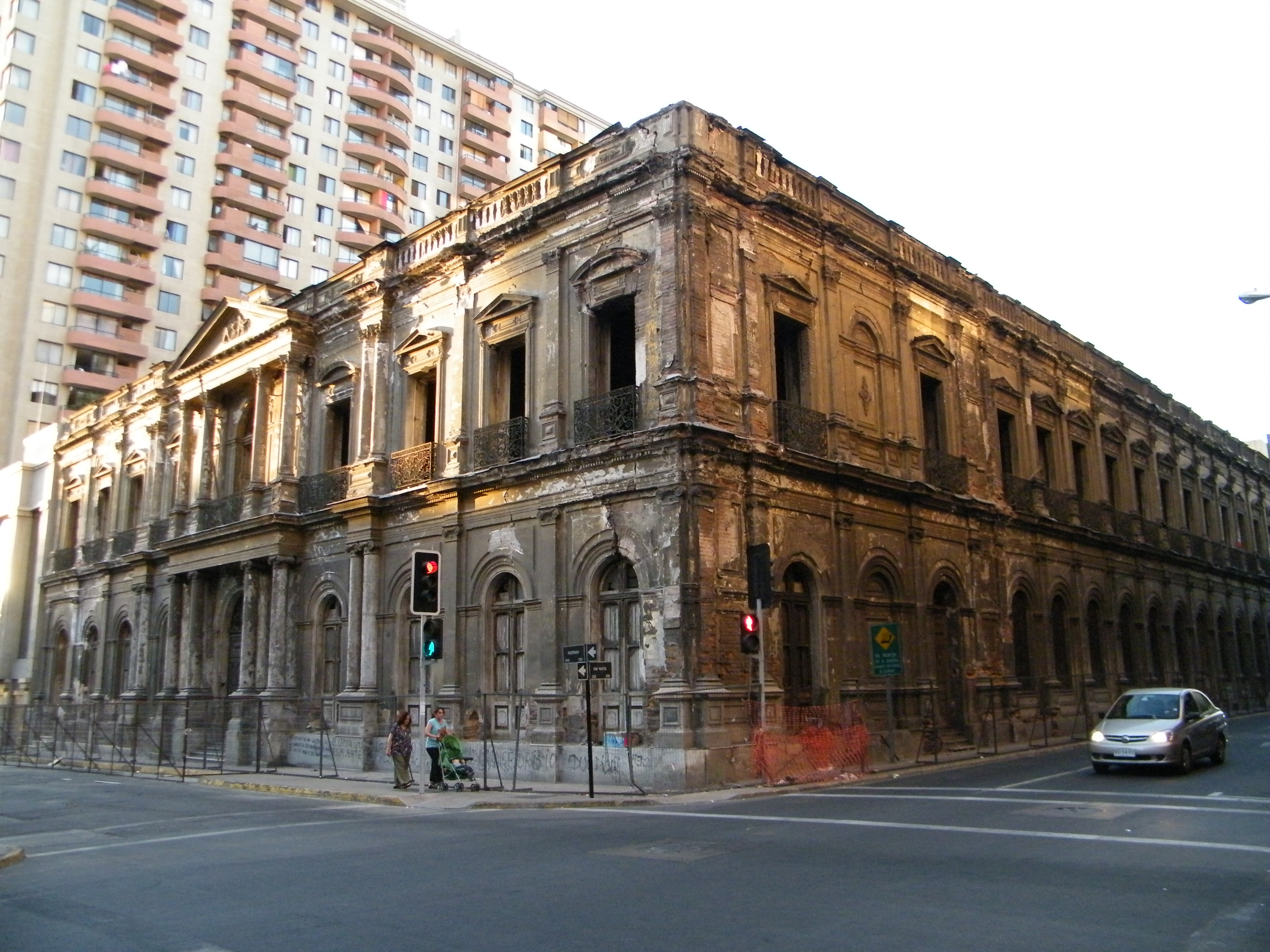
Vista del palacio Pereira en 2010.

La construcción original tenía 2100 metros construidos y 2 pisos. Su estructura es de albañilería de ladrillo. La fachada principal por calle Huérfanos posee ventanas de medio punto y pilastras jónicas en el primer piso, ventanas de dintel recto y frontones triangulares o circulares se alternan en el segundo piso. La puerta principal, notablemente tallada, está enmarcada por 2 pares de columnas que sostienen un balcón, coronado por un gran frontón triangular. Todas las ventanas poseían rejas de fierro forjado finamente trabajadas, elementos que hoy solo se aprecian en la segunda planta. La fachada por calle San Martín es más extensa y homogénea en sus formas y repite los mismos elementos de la fachada principal. Existen 3 accesos, 2 para la servidumbre y 1 para los coches. Digno de mencionar es el delicado trabajo en fierro forjado que protegen las ventanas del primer piso, además los soportes de las ventanas son de mármol, material que antiguamente también decoraba parte de las fachadas.
La planta del palacio es única en Chile y se aleja del modelo hispano típico, porque se organiza en torno a una galería con forma de cruz latina, con techo vidriado y armazón de madera.
En cuanto a su interior podemos decir que posee en sus decoraciones yeserías de gran calidad, aun apreciables. Poseía al menos 12 salones, la mayoría entelados en fina seda. La galería tenía un piso de distintos tipos de mármol, parqués importados y diversas chimeneas. Se dice que su Salón más lindo era El Lila, ornamentado con diversas esculturas, muebles hechos a medida, cuadros, incluso una pequeña gruta, con exóticas plantas.

### Restauración

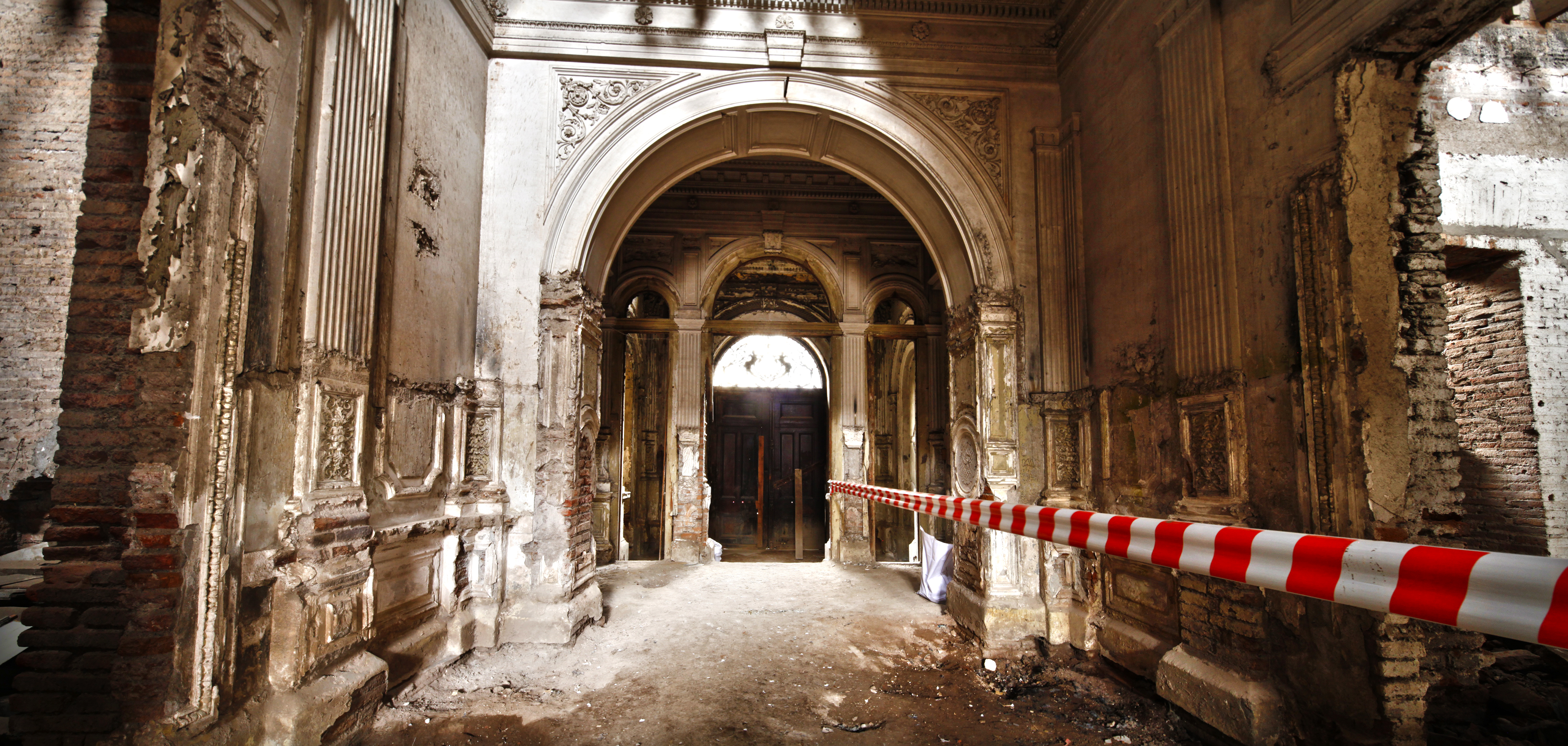
Interiores deteriorados del Palacio Pereira en 2012.

Después de la compra del palacio por parte del Estado en 2011, en 2012 se llamó al año a un concurso público de arquitectura para su restauración. La propuesta ganadora fue la de Cecilia Puga, Alberto Moletto y Paula Velasco, quienes terminaron el diseño en 2014. Las obras, desarrolladas entre 2016 y 2019, fueron ejecutadas por la constructora Cosal, Proyectos y Rehabilitaciones Kalam, de España, e Inmobiliaria La Viña.
El proyecto contemplaba dos tareas fundamentales: consolidar los dos pisos patrimoniales del Palacio Pereira —el primero de los cuales se destinó por completo al uso público, con una sala de lectura, una cafetería, un centro de documentación,  salas de exposiciones y un auditorio (ubicado en el subterráneo)— y la edificación de una obra nueva, estructura destinada a oficinas.
La consolidación y reparación estructural del palacio original —1792 m²—, incluyó la renovación de revoques de yeso y de los elementos de madera y metal. Se comenzó por la fachada del edificio y su crucero central; luego se continuó en los salones, estucos y revestimientos. Para este trabajo se emplearon las técnicas originales usadas a fines del siglo XIX por los constructores del inmueble. Gracias al descubrimiento hecho por los especialistas en restauración Luis Cercós, Ignacio Lampaya y Constanza Correa, se podrá y mediante la ejecución de un muro muestra, se logró recuperar los colores originales: ocres, blancos, grises y damascos, que fueron cubiertos por una capa homogénea de pintura.

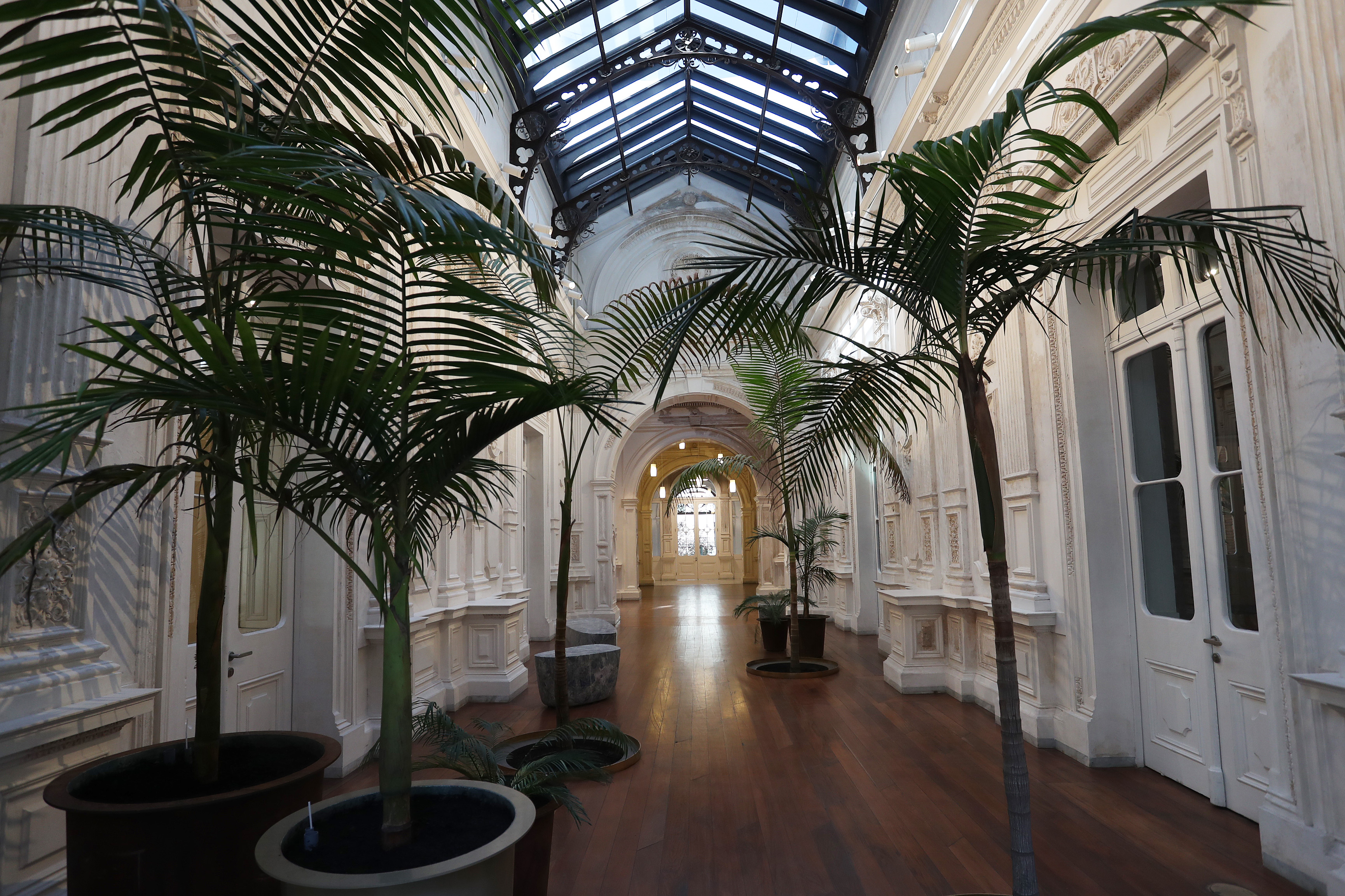
Pasillo interior del Palacio Pereira.

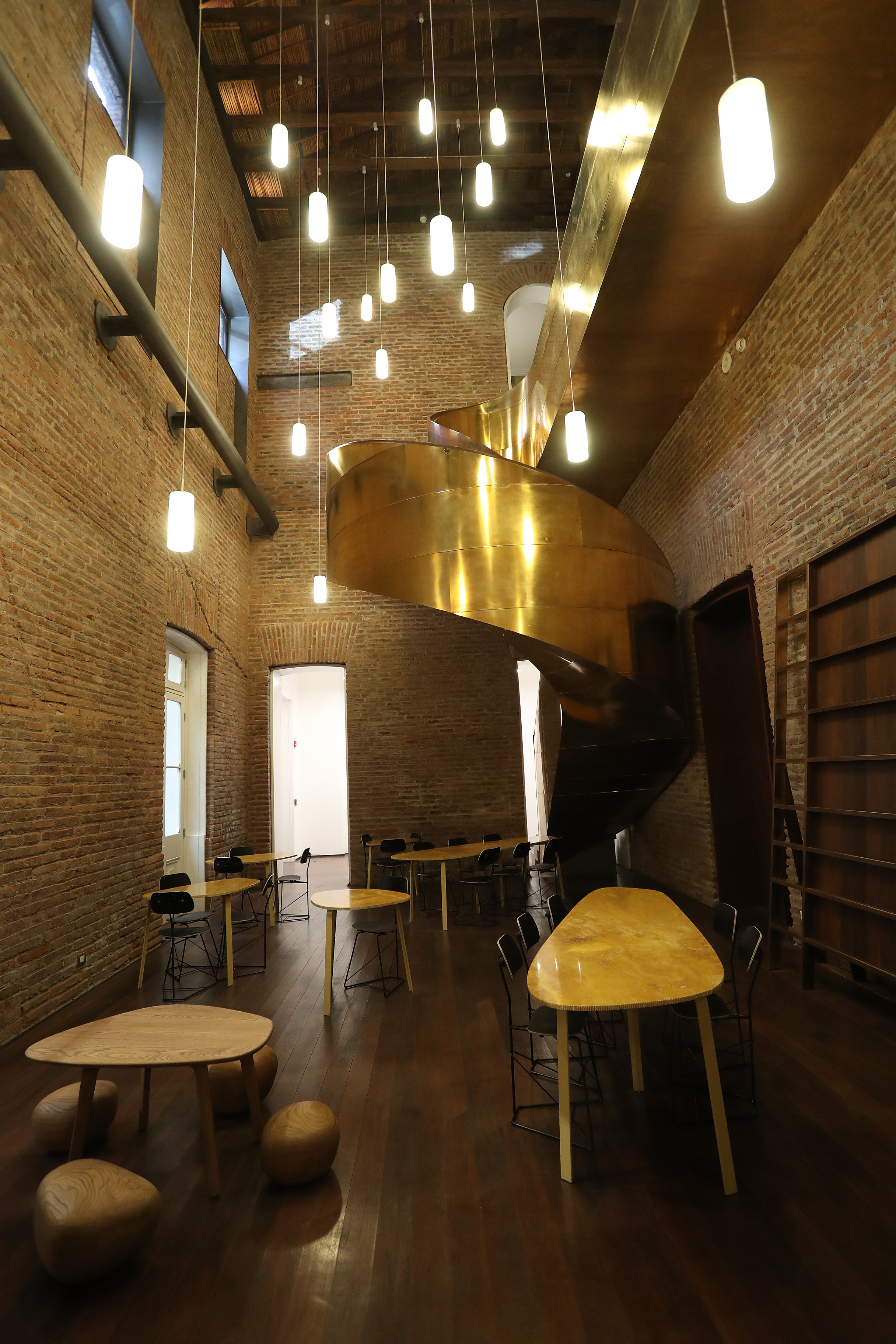
Sala de lectura.

Palacio Pereira marca un antes y después en la aplicación de criterios de restauración y construcción. Los criterios de intervención y restauración del proyecto se ejercen en concordancia con los actuales parámetros internacionales de intervención patrimonial que velan por el respeto a los principios de la construcción original, ofreciendo soluciones que dirigen lo moderno hacia ellos.
El proyecto de restauración transformó al edificio en una escuela para más de 150 trabajadores de la arquitectura, la restauración, la serigrafía, la escultura y la albañilería. Durante dos años se quitó la pintura de los muros y se reprodujeron, así como se reproducen manualmente los moldes principales, correspondientes a los de la fachada y el crucero del edificio. En el crucero, el corazón estructural del edificio que permite una distribución armónica y comunicación entre todos los recintos, es posible ver los criterios de intervención y recuperación en gran y pequeña escala.
Respecto a la obra nueva, esta consiste en una estructura moderna de hormigón armado, con cinco plantas y dos subterráneos, lo que significa un aumento de 4675 m², destinados a oficinas de la institucionalidad patrimonial del Ministerio de las Culturas, las Artes y el Patrimonio. El edificio suma un total de 6922 m².

## En la actualidad
Actualmente el Palacio Pereira es un espacio del Ministerio de las Culturas, las Artes y el Patrimonio (Mincap), que tiene por misión promover el patrimonio cultural material e inmaterial, el folclor, las culturas tradicionales y las culturas y patrimonio indígena de nuestro país. Ubicado en el barrio Santa Ana, pleno centro de Santiago, este edificio marca un hito en el manejo del patrimonio chileno y latinoamericano. La obra nueva acoge las oficinas del Mincap; la Subsecretaría del Patrimonio Cultural, el Servicio Nacional del Patrimonio y el Consejo de Monumentos Nacionales.
Además el edificio abre a la comunidad, poniendo a disposición diversos espacios de uso público, entre ellos: salas de exhibición, una sala de lectura con un punto de préstamo de libros denominado «Bibliomás» —perteneciente al programa Bibliometro—, el Centro de Documentación del Consejo de Monumentos Nacionales Roberto Montandón Paillard, y un auditorio.
La agenda pública está a cargo del Centro de Extensión Palacio Pereira del Ministerio de las Culturas, las Artes y el Patrimonio, el cual coordina estos espacios, buscando acercar el patrimonio local a la comunidad en toda su diversidad, por medio de tres ejes de acción: ser una plataforma de visibilización de las colecciones públicas; generar iniciativas que permitan la valoración y difusión de saberes, la memoria y la historia local; y promover el uso del espacio mediante una cartelera programática con participación activa de la ciudadanía.